# Jason Alexander
Jay Scott Greenspan  (Newark, Nueva Jersey, 23 de septiembre de 1959), conocido por su nombre artístico Jason Alexander, es un actor estadounidense, actor de doblaje, cantante, comediante y director. 
Alexander es conocido sobre todo por su papel de George Costanza en la serie de televisión Seinfeld. Otros papeles conocidos incluyen a Phillip Stuckey en la película Pretty Woman (1990) y el personaje del título en la serie animada Duckman (1994-1997). 
Alexander ha tenido una carrera activa en el escenario, apareciendo en varios musicales de Broadway, incluido el Broadway de Jerome Robbins en 1989, por el que ganó el Premio Tony como Mejor actor principal en un musical. Apareció en la producción de Los Ángeles de Los productores. Fue el director artístico de "Reprise!  Lo mejor de Broadway en Los Ángeles ", donde ha dirigido varios musicales. 

## Primeros años
Alexander nació en Newark, Nueva Jersey, hijo de padres judíos Ruth Minnie (de soltera Simon), una enfermera y administradora de atención médica, y Alexander B. Greenspan, un gerente de contabilidad cuyo primer nombre Jay más tarde tomó prestado para crear su nombre artístico.  Tiene una media hermana, Karen Van Horne, y un medio hermano, Michael Greenspan.  Alexander creció en Livingston, Nueva Jersey, y se graduó en 1977 de Livingston High School.  Asistió a la Universidad de Boston, pero dejó el verano antes de su último año, después de trabajar en la ciudad de Nueva York. En la Universidad de Boston, Alexander quería dedicarse a la actuación clásica, pero un profesor lo redirigió hacia la comedia después de notar su físico, comentando: "Sé que tu corazón y tu alma son Hamlet, pero nunca interpretarás a Hamlet". Fue galardonado con un título honorífico en 1995. Él es un mago practicante, y cambió a la actuación actuar como una carrera solo después de decidir que era poco probable que tuviera éxito profesionalmente en una carrera mágica.

## Carrera de actuación

### Carrera escénica
Alexander comenzó su carrera como actor en el escenario de Nueva York y es un cantante y bailarín consumado. En Broadway apareció en Merrily We Roll Along de Stephen Sondheim, The Rink de Kander & Ebb, Broadway Bound de Neil Simon, Accomplice y Broadway de Jerome Robbins, por la que obtuvo el Premio Tony de 1989 al mejor actor principal en un musical. Volviendo al escenario en 2003, Alexander fue elegido para una exitosa carrera, junto a Martin Short, en la producción de Los Ángeles de Mel Brooks The Producers.
Alexander también apareció con Kelsey Grammer en la adaptación musical de 2004 de Charles Dickens A Christmas Carol, interpretando a Jacob Marley en el Ebenezer Scrooge de Grammer. Él continúa apareciendo en espectáculos en vivo, incluyendo la memorable fiesta de cumpleaños de Barbra Streisand para Stephen Sondheim en el Hollywood Bowl, en la que apareció con Angela Lansbury, interpretando selecciones de Sweeney Todd: The Demon Barber de Fleet Street.
Alexander fue recientemente nombrado Director Artístico de Reprise Theatre Company en Los Ángeles, donde anteriormente dirigió el Sunday in the Park with George. Está programado para dirigir el próximo renacimiento de Damn Yankees en Reprise. En 2015, reemplazó a Larry David como líder en la obra de David en Broadway, Fish in the Dark. Alexander coprotagonizó junto a Sherie Rene Scott en el estreno mundial de septiembre de 2017 de The Portuguese Kid de John Patrick Shanley en el Manhattan Theatre Club.

### Televisión
Alexander es conocido por ser uno de los miembros clave del reparto de la premiada comedia de televisión Seinfeld (1989–1998), en la que interpretó al torpe pero adorable George Costanza (el mejor amigo del personaje de Seinfeld desde la infancia). Alexander fue nominado para siete (7) Primetime Emmy Awards y cuatro (4) Golden Globe Awards por su desempeño como Costanza, pero no ganó ninguno, principalmente debido a que su coestrella Michael Richards fue nominado y ganó por su papel de Cosmo Kramer. Sin embargo, sí ganó un Premio del Sindicato de Actores de Pantalla por un excelente desempeño de un actor masculino en una serie de comedia por su trabajo. 
Antes de Seinfeld, protagonizó un comercial de John Deere y en una comedia de CBS de corta duración llamada Everything's Relative en 1987 que duró diez episodios. Simultáneamente con su papel de Seinfeld, Alexander proporcionó la voz del personaje principal en la serie animada de culto Duckman (1994–1997).  Alexander expresó a Catbert, el malvado director de recursos humanos, en la corta serie animada de Dilbert basada en la popular tira cómica. 
Alexander hizo apariciones en la segunda temporada de Curb Your Enthusiasm, interpretándose a sí mismo, y apareció en la séptima temporada de Curb Your Enthusiasm junto con los otros tres miembros principales del elenco de Seinfeld. Participó en la comedia de ABC Dinosaurs, como Al "Sexual" Harris (quien a menudo se dedicaba al acoso sexual ), así como a otras voces. A pesar de una exitosa carrera en cine y teatro, Alexander nunca logró repetir su nivel de éxito en televisión de Seinfeld. 2001 marcó su primer regreso post-Seinfeld a la televisión en horario estelar: la comedia de ABC Bob Patterson (que fue cancelada luego de cinco episodios). Alexander culpa parcialmente a la falta de éxito en el estado de ánimo del país después del 9/11.
Su segunda oportunidad como líder de una serie de televisión, la comedia de la CBS ¡Escucha! (20 de septiembre de 2004 al 25 de abril de 2005), también se quedó corto en una segunda temporada. Alexander fue el principal productor ejecutivo de la serie, basado muy vagamente en la vida del popular personaje de los medios deportivos Tony Kornheiser. Alexander apareció en el CD de Family Guy: Live in Vegas y cantó un verso en una canción. Apareció en el episodio de Friends "The One Where Rosita Dies" como un gerente de suministros suicida llamado Earl. Phoebe lo llama tratando de venderle tóner y ella se entera de su problema y trata de persuadirlo para que no se suicide. Esto se menciona en un episodio de Malcolm in the Middle donde Alexander aparece como un solitario neurótico y crítico llamado Leonard. Se describe a sí mismo como libre y menciona que gana dinero con un trabajo "vender tóner por teléfono". Más adelante en el episodio, es acosado repetidamente por un hombre llamado George, el nombre de su personaje en Seinfeld. Alexander apareció en la versión televisiva de 1995 del musical de Broadway Bye Bye Birdie, como el agente de Conrad Birdie, Albert Peterson. Fue estrella invitada en el episodio 8 del programa de variedades 1996 Muppets Tonight. 
Alexander apareció en Star Trek: Voyager en el episodio "Think Tank" interpretando a un genio extraterrestre llamado Kurros que intentaba que Siete de Nueve sirviera en su nave. Apareció en " One Night at Mercy ", el primer episodio del renacimiento de The Twilight Zone en el 2002, interpretando a Death.  Apareció en el episodio de Monk en 2005, " Mr. Monk and the Other Detective ", como el rival de Monk, Marty Eels. En el episodio del 26 de junio de 2006 del Jimmy Kimmel Live! programa de entrevistas, Alexander demostró varias técnicas de defensa personal. Fue el anfitrión del 230 de julio de 2006 de las celebraciones del 4 de julio de PBS "A Capitol Fourth" en Washington D. C., en las que cantó, bailó y tocó tambores sintonizados. En 2006, Alexander se unió a la función de miembro del elenco regular en la segunda temporada de Everybody Hates Chris. Alexander fue el anfitrión de Comedy Central Roast del actor William Shatner el 13 de agosto de 2006 (primera emisión: 20 de agosto de 2006). En 2007, Alexander fue una estrella invitada en el tercer episodio de la serie de comedia de improvisación Thank God You're Here. Es un invitado frecuente y panelista en los shows de Bill Maher Politically Incorrect y Real Time; Plazas de Hollywood; el Late Late Show, con Craig Kilborn y Craig Ferguson; y el show tardío con david letterman. 
En 2008, Alexander fue estrella invitada en el programa de CBS Criminal Minds en el episodio de la cuarta temporada "Masterpiece" como Prof. Rothschild, un asesino en serie bien educado obsesionado con la secuencia de Fibonacci que envía al equipo a una carrera contra el tiempo para salvar a sus últimas víctimas. Regresó en la misma temporada para dirigir el episodio "Conflicted", con el actor Jackson Rathbone. En 2011, Alexander fue la estrella invitada en un episodio de la Ley de Harry, interpretando a una maestra de secundaria que presentaba una demanda por despido improcedente. En 2018, Alexander interpretó a Olix the bartender en The Orville Season 2 Episodio 1

### Películas
Además de sus papeles como un abogado insensible y hambriento de dinero en Pretty Woman, coprotagonizado con Richard Gere, y como mujeriego inepto Mauricio en Shallow Hal, con Jack Black, Alexander ha aparecido en Love! ¡Valor! ¡Compasión!, Dunston Checks In, Love and Action en Chicago, The Last Supper y la película de terror psicológico Jacob's Ladder. Expresó a la gárgola Hugo en la película animada de Disney de 1996 The Hunchback of Notre Dame y su secuela directa al video, The Hunchback of Notre Dame II. Su otro trabajo de voz de Disney incluye House of Mouse y el videojuego Kingdom Hearts 3D: Dream Drop Distance. Él ha incursionado en la dirección, comenzando con 1996 For For or or Worse y 1999's Just Looking. También interpretó al fabricante de juguetes AC Gilbert en la película de 2002 El hombre que salvó la Navidad. En 2009, Alexander tuvo un pequeño papel en la película Hachi: A Dog's Tale como gerente de una estación de trenes, junto a su coestrella de Pretty Woman Richard Gere. Alexander protagonizó una película bastante extraña: ¡Crece, Timmy Turner! como cosmo. 

## Otro trabajo
Alexander aparece en los videos musicales "Celebrity" y "Online" de la estrella de música country Brad Paisley, este último de los cuales dirigió y ganó el Premio al Vídeo del Año 2007 de la Country Music Association. En agosto de 2012, coprotagonizó el video musical "Trying Not to Love You" de Nickelback con la ex estrella de Baywatch, Brooke Burns. 
En enero de 1995, Alexander hizo un comercial de pretzels de Rold Gold para ser transmitido durante el Super Bowl.  El comercial lo muestra con el perro Frasier "Eddie" saltando desde un avión con un paracaídas sobre el estadio. Después del comercial, el público regresa a una supuesta "transmisión en vivo" de los comentaristas de deportes sorprendidos mientras Alexander y el perro aterrizan en el campo con un aplauso salvaje.
En el verano de 2005, apareció con Lee Iacocca en los anuncios de DaimlerChrysler. Iacocca hizo los anuncios como parte de una forma de recaudar fondos para la investigación de la Dra. Denise Faustman para curar la autoinmunidad. Tanto Lee Iacocca como Jason Alexander han tenido seres queridos cuyas vidas se han visto afectadas negativamente por la autoinmunidad. Uno de los primeros papeles televisivos de Alexander fue en un comercial de McDonald's, el McDLT, en el que canta. Ha aparecido en comerciales de Kentucky Fried Chicken (KFC), incluido uno con la superestrella del béisbol Barry Bonds de los Gigantes de San Francisco y otro junto a Trista Rehn de The Bachelorette.
Se rumoreaba que ya no aparece en estos comerciales debido a la presunta crueldad hacia los animales por parte de los proveedores y mataderos de KFC, pero refutó eso en el número del 2 de agosto de 2006 de Adweek. Alexander dijo: "Eso es PETA bullcrap. Me encantó trabajar para KFC. Mi objetivo era PETA para negociar algo entre ellos. Creo que KFC realmente se acercó al plato; desafortunadamente PETA no lo hizo ". 
Realizó un acto de mentalismo y magia en el Castillo Mágico en Hollywood, California, del 24 al 30 de abril de 2006, y más tarde fue nombrado Mago del Año de la Academia de Artes Mágicas por este acto. Alexander había recibido previamente el Premio al logro menor de la Academia en 1989.  Alexander fue el portavoz nacional de la Fundación Escleroderma, una organización líder dedicada a crear conciencia sobre la enfermedad y ayudar a los afligidos. Alexander expresó el personaje Abis Mal en The Return of Jafar y la serie de televisión basada en la película animada de Disney de 1992, Aladdin.
El invitado de Jason Alexander protagonizó Malcolm in the Middle como un individuo inteligente pero desagradable (Lenard) que Malcolm conoce en el parque. Gana dinero como vendedor de teléfonos y se pasa el tiempo jugando ajedrez en el parque. Malcolm, temeroso de terminar como Lenard, trata de que cambie de actitud y obtenga un trabajo de tiempo completo. En 2007, Alexander apareció en un comercial de ASPCA, que se emitió en estaciones de televisión por cable. En 1987, Alexander apareció en un comercial de Miller Lite, con Yogi Berra como la celebridad, hablando sobre Miller Lite utilizando su singular elocuencia de malapropismo, sentado en un bar con muchos otros, incluido un joven Jason Alexander de pie detrás del hombro izquierdo de Berra. 
En 2009, Alexander prestó sus voces en la producción de la Biblia en audio de Thomas Nelson conocida como The Word of Promise. En este audio dramatizado, Alexander interpretó al personaje de José. El proyecto contó con un gran conjunto de conocidos actores de Hollywood, incluidos Jim Caviezel, Lou Gossett Jr., John Rhys-Davies, Jon Voight, Gary Sinise, Christopher McDonald, Marisa Tomei y John Schneider.

### Carrera de póker

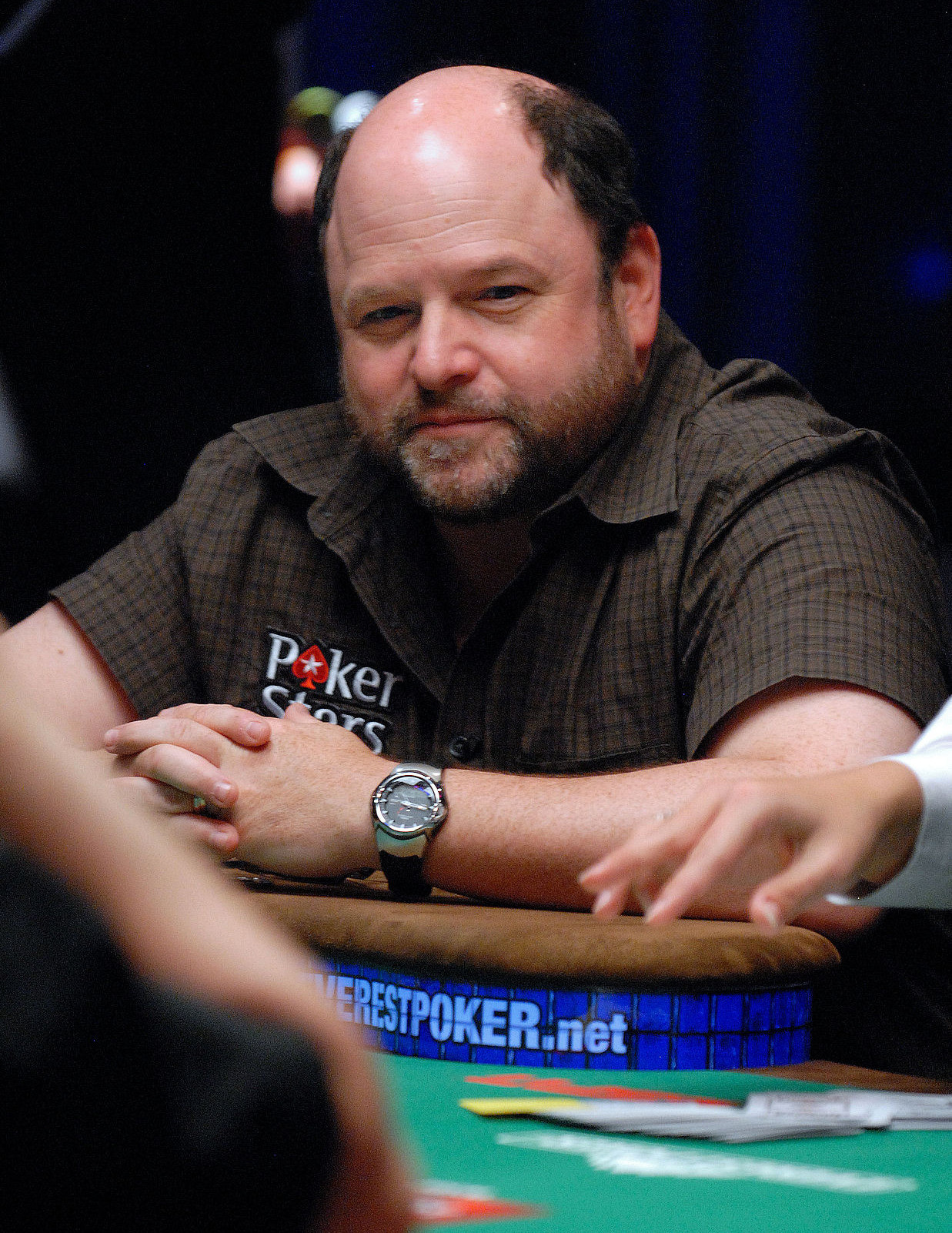
Alexander jugando en el evento de caridad de Annie Duke en la Serie Mundial de Póker 2009

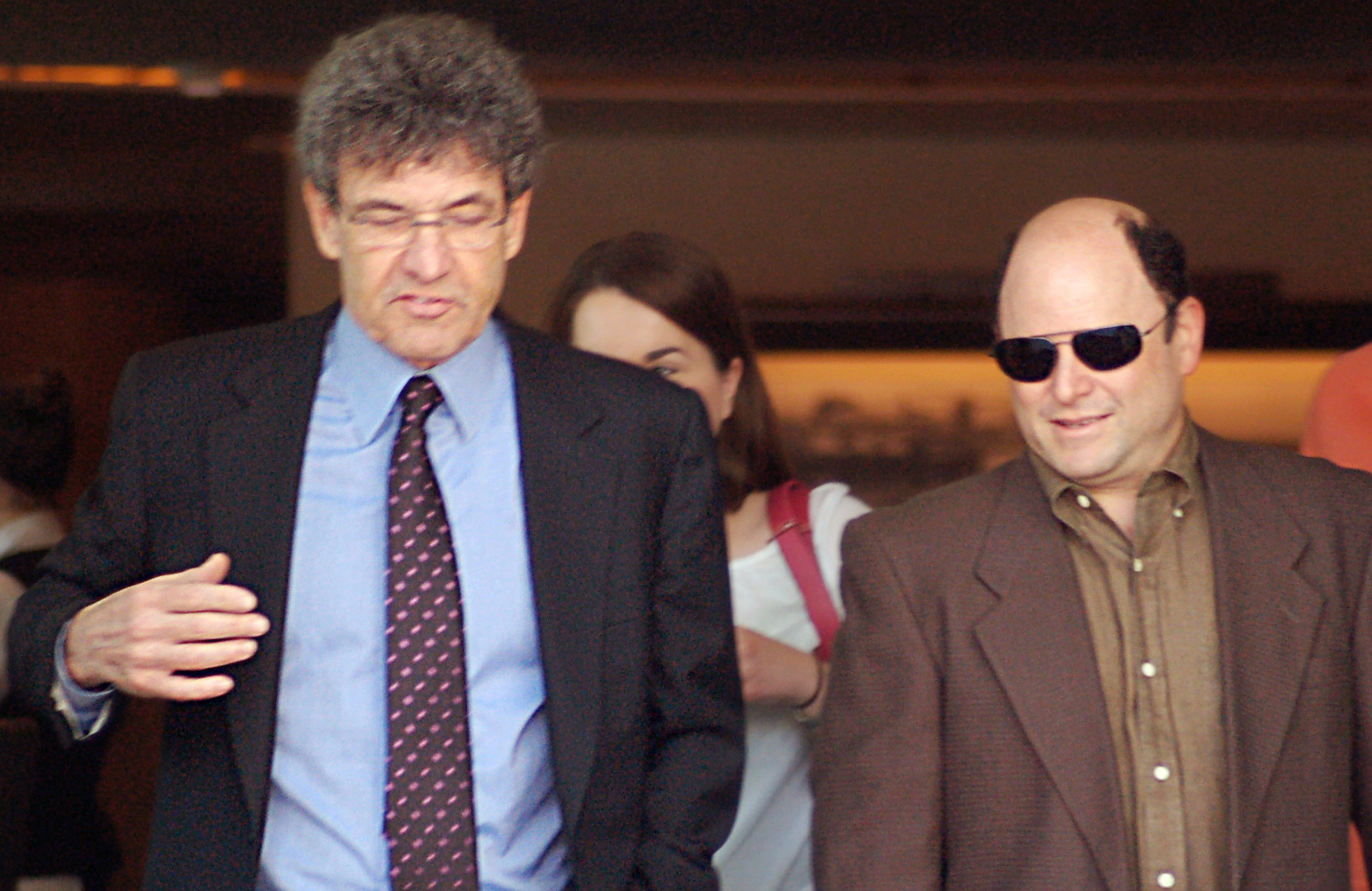
Alexander con Alan F. Horn en mayo de 2010

En los últimos años, Alexander también ha competido en programas de póquer televisados y en varios torneos. Ha aparecido dos veces en Celebrity Poker Showdown de Bravo, ganando la mesa final de la octava temporada. Alexander ganó el premio de 500.000 dólares para la organización benéfica de su elección, The United Way of America, para ayudar a beneficiar el área de Nueva Orleans. Alexander jugó en el evento principal de las World Series of Poker de 2007, pero fue eliminado el segundo día. Volvió a jugar en 2009.  Llegó al Día 3 del evento, terminando en el 30% superior del campo. Alexander ha aparecido en Poker After Dark de NBC en el episodio "Celebrities and Mentors", terminando en el sexto lugar luego de ser eliminado por el jugador profesional de póker Gavin Smith. Alexander firmó con PokerStars donde juega bajo el nombre de pantalla "J. Alexander".

### Apariciones misceláneas
Alexander fue el anfitrión de la gala de la noche de apertura de Sudbury, Ontario, Canadá, de LOL Sudbury, el 29 de mayo de 2008, que se emitió en forma simultánea en todo el país en 60 cines Cineplex, por primera vez en un festival de comedia. Ha prestado su voz a varios episodios de Twilight Zone Radio Dramas. 
En el 2008 y nuevamente en el 2009, Alexander lideró la Comedia espectacular de Jason Alexander, una rutina exclusiva de Australia. El espectáculo consiste en stand-up e improvisación e incorpora el talento musical de Alexander. Está respaldado por una serie de conocidos comediantes australianos. La primera vez que realizó un espectáculo similar de esta naturaleza fue en 2006 para Jason Alexander's Comedy Christmas. En febrero / marzo de 2010, Alexander protagonizó su propio show, The Donny Clay Experience, en el Planet Hollywood Resort en Las Vegas, Nevada. El personaje de Donny Clay, que ha realizado en una gira por los Estados Unidos, es un gurú de autoayuda en un molde similar a su personaje de Bob Patterson.
Se anunció en julio de 2010 que Alexander se uniría al elenco de las películas de Nickelodeon basadas en su serie The Fairly OddParents, A Fairly Odd Movie: Grow Up, Timmy Turner. y una Navidad bastante extraña. Interpretó a Cosmo, una de las hadas de Timmy Turner.
El 6 de enero de 2010, se anunció que Alexander sería la nueva cara de la compañía de pérdida de peso Jenny Craig.
Alexander protagoniza el video musical de Nickelback "Trying Not To Love You" como un artista de espuma de café.
El 6 de enero de 2015, Alexander hizo una aparición en un video de YouTube con uno de los amigos populares de YouTuber de su hijo, Videogamedunkey.
En agosto de 2018, Alexander se convirtió en una de varias celebridades en interpretar al Coronel Sanders en comerciales para la famosa cadena de restaurantes de pollo KFC, repitiendo su papel de una campaña publicitaria de 2002 para la cadena.

## Vida personal
Alexander ha estado casado con Daena E. Title desde el 31 de mayo de 1982.  Tienen dos hijos, Gabriel y Noah.
Alexander ha sido un destacado partidario público de la iniciativa OneVoz, que busca opiniones de israelíes y palestinos moderados que desean lograr un acuerdo de paz mutua entre sus sociedades. Explicó en tiempo real con Bill Maher (17 de julio de 2009) que ha visitado Israel muchas veces. En su aparición, habló sobre el progreso hacia la paz que había observado entonces. 
En 2012, Alexander anunció su apoyo a la reelección del presidente Barack Obama.

## Filmografía

### Películas
| Año  | Título                                      | Personaje                                    | Notas                                            |
| ---- | ------------------------------------------- | -------------------------------------------- | ------------------------------------------------ |
| 1981 | The Burning                                 | Dave                                         |                                                  |
| 1986 | The Mosquito Coast                          | Clerk                                        |                                                  |
| 1986 | Brighton Beach Memoirs                      | Jugador de billar                            |                                                  |
| 1990 | Pretty Woman                                | Philip Stuckey                               |                                                  |
| 1990 | White Palace                                | Neil                                         |                                                  |
| 1990 | Jacob's Ladder                              | Mr. Geary, el abogado                        |                                                  |
| 1992 | I Don't Buy Kisses Anymore                  | Bernie Fishbine                              |                                                  |
| 1993 | Sexual Healing                              | Frank                                        |                                                  |
| 1993 | Coneheads                                   | Vecino Larry Farber                          |                                                  |
| 1993 | For Goodness Sake                           | Cliente en la tienda de vídeos               | Cortometraje                                     |
| 1994 | The Paper                                   | Marion Sandusky                              |                                                  |
| 1994 | North                                       | Padre de North                               |                                                  |
| 1994 | The Return of Jafar                         | Abis Mal (Voz)                               | Directamente para vídeo                          |
| 1994 | Blankman                                    | Mr. Stone                                    |                                                  |
| 1995 | For Better or Worse                         | Michael Makeshift                            | También director                                 |
| 1995 | The Last Supper                             | El antiecologista                            |                                                  |
| 1996 | Dunston Checks In                           | Robert Grant                                 |                                                  |
| 1996 | The Hunchback of Notre Dame                 | Hugo (Voz)                                   |                                                  |
| 1997 | Love! Valour! Compassion!                   | Buzz Hauser                                  |                                                  |
| 1998 | Denial                                      | Art Witz                                     |                                                  |
| 1999 | Madeline: Lost in Paris                     | Henri / Tío Horst (Voz)                      | Directamente para vídeo                          |
| 1999 | Love and Action in Chicago                  | Frank Bonner                                 |                                                  |
| 1999 | Just Looking                                | Anunciante en la radio (Voz, no acreditado)  | Director                                         |
| 2000 | The Adventures of Rocky and Bullwinkle      | Boris Badenov                                | Nominated—Saturn Award for Best Supporting Actor |
| 2000 | Let's Rap Fire Safety                       | Detector de humos (Voz)                      | Cortometraje                                     |
| 2001 | The Trumpet of the Swan                     | Padre (Voz)                                  |                                                  |
| 2001 | On Edge                                     | Zamboni Phil                                 |                                                  |
| 2001 | Shallow Hal                                 | Mauricio Wilson                              |                                                  |
| 2002 | The Hunchback of Notre Dame II              | Hugo (Voz)                                   | Directamente para vídeo                          |
| 2003 | 101 Dalmatians II: Patch's London Adventure | Lil' Lightning (Voz)                         | Directamente para DVD                            |
| 2006 | Ira and Abby                                | Dr. Morris Saperstein                        |                                                  |
| 2006 | Hood of Horror                              | Magnate de la industria discográfica inglesa |                                                  |
| 2006 | How to Go Out on a Date in Queens           | Johnny                                       |                                                  |
| 2006 | Farce of the Penguins                       | Penguin on Belly (Voz)                       | Directamente para DVD                            |
| 2007 | The Grand                                   | Dr. Yakov Achmed                             |                                                  |
| 2009 | Rock Slyde                                  | Cartero Stan                                 |                                                  |
| 2009 | Hachi: A Dog's Tale                         | Carl                                         |                                                  |
| 2010 | Quantum Quest: A Cassini Space Odyssey      | Moronic (Voz)                                |                                                  |
| 2011 | The Voyages of Young Doctor Dolittle        | Eugene (Voz)                                 | Directamente para DVD                            |
| 2012 | Stars in Shorts                             | Sid Rosenthal                                |                                                  |
| 2015 | Wild Card                                   | Pinky                                        |                                                  |
| 2015 | Larry Gaye: Renegade Male Flight Attendant  | Papá de Larry                                |                                                  |
| 2016 | Tom and Jerry: Back to Oz                   | Mr. Bibb / El rey de los gnomos (Voz)        | Directamente para DVD                            |
| 2023 | Leo                                         | Papá de Jayda (Voz)                          |                                                  |
| 2024 | The Electric State                          |                                              |                                                  |
| TBA  | The Gettysburg Address                      | Noah Brooks (Voz)                            | Documental                                       |

### Televisión

#### Como actor
| Año           | Título                                     | Papel                   | Notas |
| ------------- | ------------------------------------------ | ----------------------- | --- |
| 1981          | Senior Trip                                | Pete                    | Telefilme |
| 1984–1985     | E/R                                        | Harold Stickley         | 15 Episodios |
| 1986          | Rockabye                                   | Lt. Ernest Foy          | Telefilme |
| 1987          | Everything's Relative                      | Julian Beeby            | 10 Episodios |
| 1988          | Newhart                                    | Ramming                 | Episodio: "Courtin' Disaster" |
| 1989–1998     | Seinfeld                                   | George Costanza         | 179 Episodios American Comedy Award for Funniest Supporting Male Performer in a TV Series (1992–93) Screen Actors Guild Award for Outstanding Performance by a Male Actor in a Comedy Series Screen Actors Guild Award for Outstanding Performance by an Ensemble in a Comedy Series (1995, 1997–98) Nominated—American Comedy Award for Funniest Supporting Male Performer in a TV Series (1996, 1999) Nominated—Golden Globe Award for Best Supporting Actor – Series, Miniseries or Television Film (1993–95, 1998) Nominated—Primetime Emmy Award for Outstanding Supporting Actor in a Comedy Series (1992–98) Nominated—Screen Actors Guild Award for Outstanding Performance by a Male Actor in a Comedy Series (1996–99) Nominated—Screen Actors Guild Award for Outstanding Performance by an Ensemble in a Comedy Series Nominated—Viewers for Quality Television Award for Best Supporting Actor in a Quality Comedy Series (1993–95) |
| 1992–1993     | Dinosaurs                                  | Additional Vozs         | 7 Episodios |
| 1993          | Dream On                                   | Randall Townsend        | Episodio: "Oral Sex, Lies and Videotape" Nominated—Primetime Emmy Award for Outstanding Guest Actor in a Comedy Series |
| 1994–1997     | Duckman                                    | Eric Duckman (Voz)      | 70 Episodios |
| 1994, 1998    | The Larry Sanders Show                     | Él mismo                | 2 Episodios |
| 1994          | Aladdin                                    | Abis Mal (Voz)          | 14 Episodios |
| 1995          | Bye Bye Birdie                             | Albert Peterson         | Telefilme |
| 1996          | Muppets Tonight                            | Él mismo                | Episodio: "Jason Alexander" |
| 1996          | The Nanny                                  | Jack                    | Episodio: "The Tart with Heart" |
| 1997          | Remember WENN                              | Alan Ballinger          | Episodio: "Nothing Up My Sleeve" |
| 1997          | Cinderella                                 | Lionel                  | Telefilme Nominated—Satellite Award for Best Supporting Actor – Series, Miniseries or Television Film |
| 1998          | Hercules                                   | Poseidon (Voz)          | 4 Episodios |
| 1999          | Jingle Bells                               | Elf (Voz)               | Telefilme |
| 1999          | Star Trek: Voyager                         | Kurros                  | Episodio: "Think Tank" |
| 1999–2000     | Dilbert                                    | Catbert (Voz)           | 9 Episodios |
| 2001, 2009    | Curb Your Enthusiasm                       | Él mismo                | 5 Episodios |
| 2001          | Friends                                    | Earl                    | Episodio: "The One Where Rosita Dies" |
| 2001          | Bob Patterson                              | Bob Patterson           | 10 Episodios; also executive producer |
| 2001          | The Legend of Tarzan                       | Zutho (Voz)             | Episodio: "Tarzan and the Face from the Past" |
| 2002          | Son of the Beach                           | Tex Finklestein         | Episodio: "Penetration Island" |
| 2002          | House of Mouse                             | Hugo (Voz)              | Episodio: "Donald Wants to Fly" |
| 2002          | The Twilight Zone                          | Death                   | Episodio: "One Night at Mercy" |
| 2002          | The Man Who Saved Christmas                | A.C. Gilbert            | Telefilme |
| 2003          | Malcolm in the Middle                      | Leonard                 | Episodio: "Future Malcolm" |
| 2004–2005     | Listen Up!                                 | Tony Kleinman           | 22 Episodios; also producer |
| 2004          | A Christmas Carol                          | Jacob Marley            | Telefilme |
| 2005          | Monk                                       | Marty Eels              | Episodio: "Mr. Monk and the Other Detective" |
| 2006          | Odd Job Jack                               | Don (Voz)               | Episodio: "Twenty-One You're Dead" |
| 2006–2007     | Everybody Hates Chris                      | Principal Edwards       | 2 Episodios |
| 2006          | Campus Ladies                              | Professor               | Episodio:"A Very Special Episodio" |
| 2008          | The New Adventures of Old Christine        | Dr. Palmer              | Episodio: "One and a Half Men" |
| 2008          | Criminal Minds                             | Prof. Rothchild         | Episodio: "Masterpiece" |
| 2009          | Meteor                                     | Dr. Chetwyn             | 2 Episodios |
| 2010–2013     | Fish Hooks                                 | Mr. Nibbles (Voz)       | 3 Episodios |
| 2010          | The Cleveland Show                         | Saul Friedman (Voz)     | Episodio: "Brotherly Love" |
| 2010          | American Dad!                              | Sal (Voz)               | Episodio: "White Rice" |
| 2011          | Glenn Martin DDS                           | Brandon (Voz)           | Episodio: "GlenHog Day" |
| 2011          | Franklin & Bash                            | Carter Lang             | Episodio: "Big Fish" |
| 2011          | Harry's Law                                | Richard Cross           | Episodio: "Bad to Worse" |
| 2011          | China, IL                                  | Harold (Voz)            | 2 Episodios |
| 2011          | A Fairly Odd Movie: Grow Up, Timmy Turner! | Human Cosmo             | Telefilme |
| 2011          | Dora the Explorer                          | Owl (Voz)               | 3 Episodios |
| 2012          | Two and a Half Men                         | Dr. Goodman             | Episodio: "The Straw in My Donut Hole" |
| 2012          | Clipaholics                                | Narrator                | 8 Episodios |
| 2013          | Community                                  | Mountain Man            | Episodio: "Intro to Felt Surrogacy" |
| 2014          | Comedians in Cars Getting Coffee           | George Costanza         | Episodio: "George Costanza: The Over-Cheer" |
| 2014          | Kirstie                                    | Stanford Temple         | Episodio: "Maddie's Agent" |
| 2014          | The Tom and Jerry Show                     | Rick (Voz)              | 2 Episodios |
| 2014          | How Murray Saved Christmas                 | Doc Holiday (Voz)       | Telefilme |
| 2015          | Big Time in Hollywood, FL                  | Él mismo                | Episodio: "The Hand That Feeds" |
| 2015          | Penn Zero: Part-Time Hero                  | Coach Wallace (Voz)     | Episodio: "Ultrahyperball" |
| 2015          | Drunk History                              | William "Boss" Tweed    | Episodio: "Journalism" |
| 2015–2016     | The Grinder                                | Cliff Bemis             | 4 Episodios |
| 2016          | The Mark Lembeck Technique                 | Mark Lembeck            | Pilot |
| 2017          | Animals.                                   | Algae (Voz)             | Episodio: "Rats" |
| 2017          | The Simpsons                               | Bourbon Verlander (Voz) | Episodio: "The Caper Chase" |
| 2017          | Hit the Road                               | Ken Swallow             | 10 Episodios; also co-creator, writer and executive producer |
| 2017          | Kody Kapow                                 | Goji (Voz)              | |
| 2017          | Robot Chicken                              | Krampus (Voz)           | Episodio: "Freshly Baked: The Robot Chicken Santa Claus Pot Cookie Freakout Special: Special Edition" |
| 2018          | Young Sheldon                              | Gene Lundy              | 2 Episodios |
| 2018          | The Orville                                | Olix                    | Episodio: Season 2 Episodio 1 |
| 2019–presente | Harley Quinn                               | Sy Borgman (voz)        | 12 episodios |
| 2019          | La maravillosa Señora Maisel               | Asher Friedman          | 2 episodios |
| 2024          | Y llegaron de noche                        |                         | |

#### Como director
| Año       | Título              | Notas |
| --------- | ------------------- | --- |
| 1992      | Seinfeld            | Episodio: " El buen samaritano " Nominado— Premio del Sindicato de Directores por dirección sobresaliente - Serie de comedia |
| 2006      | Señoras del campus  | Episodio: "Un episodio muy especial"                                                                                         |
| 2007–2008 | Todos odian a Chris | 2 episodios |
| 2009      | Mentes criminales   | Episodio: "Conflicto" |
| 2010      | 'Hasta la muerte    | Episodio: "Snore Loser" |
| 2012      | Franklin y Bash     | Episodio: "Last Dance" |
| 2012      | Mike y Molly        | Episodio: "Vince toma un baño"                                                                                               |

### Videojuegos
| Año  | Título                                                         | Rol de voz |
| ---- | -------------------------------------------------------------- | ---------- |
| 1996 | Libro de cuentos animados de Disney: El jorobado de Notre Dame | Hugo       |
| 1996 | El jorobado de Notre Dame: Topsy Turvy Games                   | Hugo       |
| 2012 | Kingdom Hearts 3D: Dream Drop Distance                         | Hugo       |

## Escenario
| Año       | Título                        | Papel                            | Notas                                                                                                  |
| --------- | ----------------------------- | -------------------------------- | --- |
| 1981      | Alegremente seguimos adelante | Joe                              | Teatro neil simon                                                                                      |
| 1982      | Broadway prohibido            |                                  | Etapa 72                                                                                               |
| 1984      | La pista                      | Lino / Lenny / Punk / Tío Fausto | Teatro Al Hirschfeld                                                                                   |
| 1985–1986 | Mensajes personales           |                                  | Teatro Minetta Lane Nominado: Premio Drama Desk a un actor destacado en un musical                     |
| 1986–1988 | Broadway Bound                | Stanley                          | Teatro de broadhurst                                                                                   |
| 1989–1990 | Jerome Robbins 'Broadway      | Narrador                         | Teatro imperial Premio Tony al mejor actor en un musical Premio Drama Desk a Mejor Actor en un Musical |
| 1990      | Cómplice                      | Ejecutante                       | Teatro Richard Rodgers                                                                                 |
| 2003–2004 | Los productores               | Max Bialystock                   | Tour nacional                                                                                          |
| 2013      | Broadway Bound                |                                  | Director Odyssey Theatre Ensemble                                                                      |
| 2015      | Pescar en la oscuridad        | Norman drexel                    | Teatro de cort                                                                                         |
| 2017      | El chico portugues            | Barry Dragonetti                 | Manhattan Theatre Club                                                                                 |